# La sirga
La Sirga es una película dramática colombiana de 2012 dirigida y escrita por William Vega y protagonizada por Joghis Seudin Arias, Julio César Robles, David Guacas, Floralba Achicanoy y Heraldo Romero. Esta coproducción entre Colombia, México y Francia hizo parte de la Quincena de Realizadores en el Festival Internacional de cine de Cannes en 2012 y ganó el premio a Mejor Ópera Prima en el Festival de cine de La Habana el mismo año.
En 2013 también ganó dos Premios Macondo, entregados por la Academia Colombiana de Artes y Ciencias Cinematográficas, incluyendo el de Mejor Director. 
Fue la primera película colombiana en tener su estreno por Internet. Según los reportes, alrededor de 150.000 espectadores se conectaron al estreno.

## Sinopsis
Alicia está indefensa. Traumatizantes recuerdos de guerra invaden su mente como una tormenta incesante. Desarraigada de su aldea destruida por el conflicto armado, Alicia intenta comenzar una nueva vida en La Sirga, un hostal ruinoso a orillas de un gran lago en las tierras altas de los Andes. El lugar pertenece a Oscar, su único pariente sobreviviente. Allí, en una playa pantanosa y turbia, ella tratará de asentarse hasta que sus temores y la amenaza de la guerra resurjan nuevamente. "La Sirga" se traduce como "Towpath" en inglés.
Huyendo de una guerra vagamente explicada que ha destruido su aldea y ha diezmado a su familia, Alicia (Joghis Seudyn Arias), de 19 años, llega a la desvencijada casa de huéspedes junto al lago que dirige su tío de mediana edad Oscar (Julio Cesar Robles). Él le ofrece a regañadientes su refugio, reclutándola para que la ayude a renovar el desvencijado marco de madera de las casas en preparación para los turistas que nunca llegan. La sonámbula Alicia pronto se convierte en un foco de interés sexual entre los hombres locales. Tanto Oscar como su hijo adulto, Freddy (Heraldo Romero), quien regresa a casa con heridas misteriosas e intenciones turbias tras una larga ausencia, la espían de noche.
Una coproducción entre Colombia, México y Francia, La Sirga es un retrato elíptico de la vida en los márgenes de una guerra de bajo nivel. El director William Vega nunca contextualiza la violencia que se produce justo fuera de plano, además de alusiones opacas y opacas al prolongado conflicto guerrillero impulsado por las drogas en Colombia. Sin embargo, este escenario purgatorio podría ser igualmente un eterno desierto posapocalíptico directamente de Tarkovksy o Beckett. De hecho, Tarkovksy es una clara influencia en el estilo de filmación de Vegas, enmarcando estos paisajes inundados y las chozas de madera desmoronadas con un frío formalismo de escuela de cine que es impecablemente elegante pero también rígido y obsoleto.
Señalada por un ritmo rítmico constante de madera crujiente, viento rumoroso y lluvias martilleantes, La Sirga es esencialmente un collage inconexo de efectos de sonido austeros y de imágenes sorprendentemente compuestas. Puede haber una interesante historia humana enterrada aquí en algún lado, pero los cineastas prefieren mantenerla enloquecedoramente críptica. El dominio de Vegas de la técnica de la casa de arte de la vieja escuela es impresionante. Pero al igual que Alicia, cualquier espectador que desee ser informado o entretenido puede terminar sonámbulo en el puesto de venta.

## Reparto
- Joghis Arias - Alicia
- Julio César Robles - Óscar
- David Guacas - Gabriel
- Floralba Achicanoy - Flora
- Herlado Romero - Freddy

## Laguna la Cocha
La Sirga fue grabada en Laguna de la Cocha ubicada en el departamento de Nariño en el Valle de Sibundoy, un páramo repleto de Frailejones y cercano a la capital del departamento Pasto (Colombia). Cocha en Quechua significa Laguna.